# سلسلة جبال الجيولوجيين
سلسلة جبال الجيولوجيين هي سلسلة جبلية بطول حوالي 55 كـم (34 ميل)، تقع بين رؤوس لوسي ونمرود في القارة القطبية الجنوبية. تمت رؤيتها من قبل الفريق الشمالي من بعثة المسح الجيولوجي النيوزيلندي (NZGSAE) (1961-1962) وتم تسميتها تقديراً لعمل الجيولوجيين واسهاماتهم في استكشاف القارة القطبية الجنوبية.

## قائمة بالجبال
تضم هذه السلسلة الجبال والقمم التالية:
- جبل أولبرايت (بالإنجليزية: Mount Albright)‏ ا82°49′S 155°06′E / 82.817°S 155.100°E هو جبل يعلو الطرف الجنوبي من منحدرات إندورانس. تم ترسيمه من قبل هيئة المسح الجيولوجي الأمريكية (USGS) من مسوحات مقياس الأمواج الدقيقة وصور الهواء للبحرية الأمريكية 1960-1962. سُمّي من قِبل اللجنة الاستشارية للأسماء في القارة القطبية الجنوبية (US-ACAN) نسبة إلى جون سي. ألبرايت (بالإنجليزية: John C. Albright)‏، الباحث الجيولوجي ضمن برنامج الولايات المتحدة في القارة القطبية الجنوبية (USARP) في جنوب مابل-كوين مود لاند ترافيرس، 1964-1965.[2]
- جبل سيسجتي (بالإنجليزية: Mount Csejtey)‏ - الارتفاع غير معروف 82°30′S 155°50′E / 82.500°S 155.833°E جبل يقع 1.5 ميل جنوب جبل ماكفرسون في الجزء الأوسط من السلسلة. تم ترسيمه بين عامي 1960-1962. وسُمّي نسبة إلى بيلا سيسجتي (بالإنجليزية: Bela Csejtey)‏، الباحثة الجيولوجية في محطة ماكموردو، 1962-1963.[3][4]
- جبل إزبيل (بالإنجليزية: Mount Isbell)‏ا - 82°22′S 156°24′E / 82.367°S 156.400°E

يقع الجبل الذي يرتفع 2,360 متر (7,743 قدم) في محيط الشمال الشرقي من السلسلة. تم تسميته نسبة إلى جون إزبيل (بالإنجليزية: John L Isbell)‏، المدرس في قسم علوم الأرض في جامعة ويسكونسن – ميلووكي، والمحقق في الطبقات البرميانية والطبقات الترياسية السفلى لجبال داروين وتشرشل في عدة مواسم ميدانية بين الأعوام 1992-2001، بما في ذلك العمل بالقرب من هذا الجبل.
- جبل ماكفرسون (بالإنجليزية: Mount Macpherson)‏ا - 2,360 متر (7,743 قدم)ا 82°29′S 155°50′E / 82.483°S 155.833°E

ينتصب على بعد 1.5 ميل شمال جبل سيسجتي على الحافة الجنوبية لهضبة بوكوت. تمت مسحها من قبل الفريق الشمالي من بعثة المسح الجيولوجي النيوزيلندية (NZGSAE) في عامي (1961-1962)، سُمّي باسم العالم الجيولوجي ماكفرسون (بالإنجليزية: E.O. Macpherson)‏، كبير الجيولوجيين السابق في هيئة المساحة الجيولوجية النيوزيلندية.
جبل سمرسون (بالإنجليزية: Mount Summerson)‏ا - 2,310 متر (7,579 قدم)ا 82°43′S 155°05′E / 82.717°S 155.083°E

تم رسمه بواسطة موجات القياس الدقيقة وصور جوية تابعة للبحرية الأمريكية، 1960-1962. تم تسميته نسبة إلى تشارلز سمرسون (بالإنجليزية: Charles H. Summerson)‏، الباحث الجيولوجي في منطقة جبل ويفر 1962-1963.
- قمة فوغت (بالإنجليزية: Vogt Peak)‏ا- 2,180 متر (7,152 قدم)ا 82°22′S 156°44′E / 82.367°S 156.733°E

تعلو القمة على الجزء الشرقي من منحدرات ماكاي. تم تسميتها نسبة إلى بيتر آر. فوغت (بالإنجليزية: Peter R. Vogt)‏، باحث في قاعدة ماك موردو 1962-1963.

## قائمة بالتضاريس الجغرافية
- هضبة بوكوت (بالإنجليزية: Boucot Plateau)‏ا 82°25′S 155°40′E / 82.417°S 155.667°E

هضبة صغيرة مغطاة بالجليد ترتفع غرب منحدرات ويلمان وجنوب منحدرات مكاي. سُمّيت نسبة إلى آرثر جيمس بوكوت (بالإنجليزية: Arthur J. Boucot)‏، جيولوجي في قاعدة بيرد في جبال هورليك 1964-1965.
- منحدرات إندورانس (بالإنجليزية: Endurance Cliffs)‏ا 82°47′S 155°05′E / 82.783°S 155.083°E

أو منحدرات التحمل، هي خط جُروف شديدة الانحدار تواجه الشرق بين جبل سومرسون وجبل أولبرايت في الجزء الجنوبي من السلسلة. تم ترسيمها بين خلال البعثة بين عامي (1961-1962).
- منحدرات ماكاي (بالإنجليزية: McKay Cliffs)‏ا 82°19′S 156°00′E / 82.317°S 156.000°E

خط من المنحدرات يبلغ طوله حوالي 32 كـم (20 ميل)، مما يشكل الجدار الشمالي للسلسلة. سُمّي نسبة إلى ألكساندر ماكاي (بالإنجليزية: Alexander McKay)‏، جيولوجي رائد في نيوزيلندا.
- منحدرات ويلمان (بالإنجليزية: Wellman Cliffs)‏ا 82°27′S 156°10′E / 82.450°S 156.167°E

منحدرات بارزة بطول 20 كـم (12 ميل) على الجانب الشرقي من هضبة بوكوت. أُكتشف من قبل الفريق الشمالي للبعثة بين عامي (1961-1962) وسُمّيت نسبة إلى H.W. Wellman، جيولوجي ابتكر طريقة بسيطة لصنع الخرائط من صور جوية، استخدمتها البعثة.